# Rashtriya Jana Morcha
Rashtriya Jana Morcha (Front Nacional Popular, National People's Front) fou un front de masses organitzat pel Partit Comunista de Nepal (Masal) el 1991.
El 1999 l'organització va obtenir 5 escons (d'un total de 205) a les eleccions.
El 2002 Masal es va fusionar amb el Partit Comunista de Nepal (Centre d'Unitat) i les seves organitzacions de masses Rashtriya Jana Morcha i Samyukta Jana Morcha també es van fusionar i van formar el Front Popular de Nepal.